# 格朗当斯区 (普拉兰岛)
格朗当斯区（法語：Grand'Anse，法語發音：[ɡʁɑ̃dɑ̃s]）是塞舌爾的25個行政區之一，位於主島馬埃島以北44公里的第二大島普拉蘭島南部，北毗拜圣安娜区，其餘三面是印度洋，面積為14平方公里，2002年居民人數是3,335。